# Vestal (Schiff, 1777)
Die Vestal war ein 20-Kanonen-Post ship 6. Ranges der Sphinx-Klasse der britischen Marine, die 1777 in Dienst gestellt wurde und noch im selben Jahr verloren ging.

## Geschichte

### Bau
Die spätere Vestal wurde am 1. August 1775 bestellt und im Februar 1776 bei der Marinewerft in Plymouth, unter der Bauaufsicht des Master Shipwright John Henslow auf Kiel gelegt. Der Stapellauf erfolgte am 23. Mai 1777 und die Fertigstellung, inklusive Ausrüstung und beschlagen des Rumpfes mit Kupfer, am 3. Juli 1777. Die Baukosten betrugen 11.991 Pfund 14 Schilling und 11 Pence (siehe Pfund Sterling).

### Einsatzgeschichte
Die Vestal wurde bereits am 7. Mai 1777 unter dem Kommando von Captain James Shirley offiziell in Dienst gestellt. Nach ihrer Ausrüstung wurde sie der Newfoundland Station zugeordnet und verließ den Hafen von Plymouth für ihre Verlegung am 18. Juli. Da Teile der britischen Kolonien in Nordamerika sich im Aufstand gegen die britische Krone befanden (siehe Amerikanischer Unabhängigkeitskrieg), wurde die Vestal zur Sicherung eines Geleitzuges genutzt, welcher aber ohne Zwischenfälle am 26. August in St. John’s auf Neufundland eintraf.
Anschließend erhielt das Schiff, durch den Oberbefehlshaber der Newfoundland Station Vice-Admiral John Montagu, den Befehl zur Durchführung einer Patrouille. Bei der anschließenden Fahrt vor der Küste Neufundlands ging das Schiff um den 31. Oktober 1777 während eines Sturms mit der gesamten Besatzung verloren.